# برنج چندساله

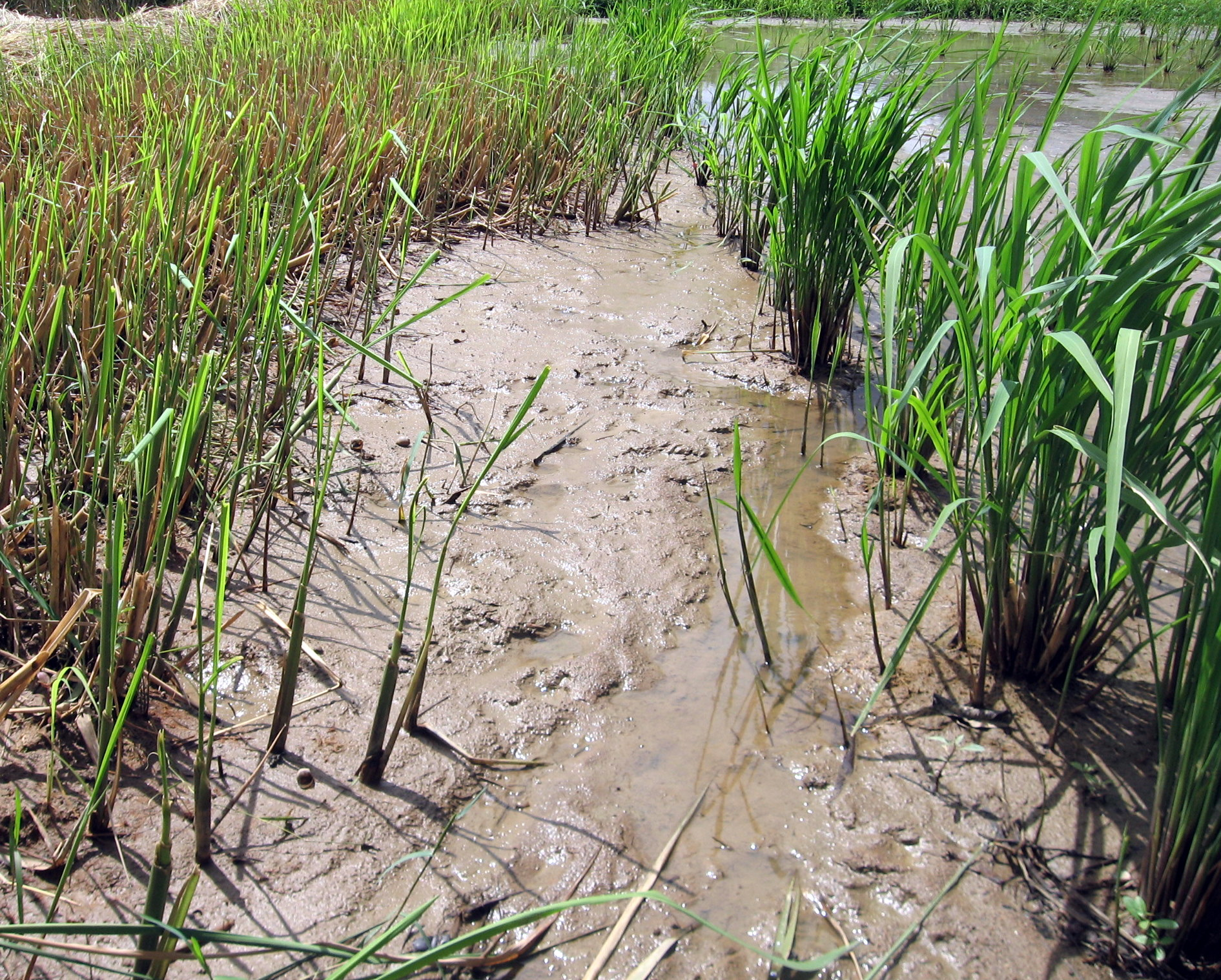
رشد دوباره برنج از ریزوم

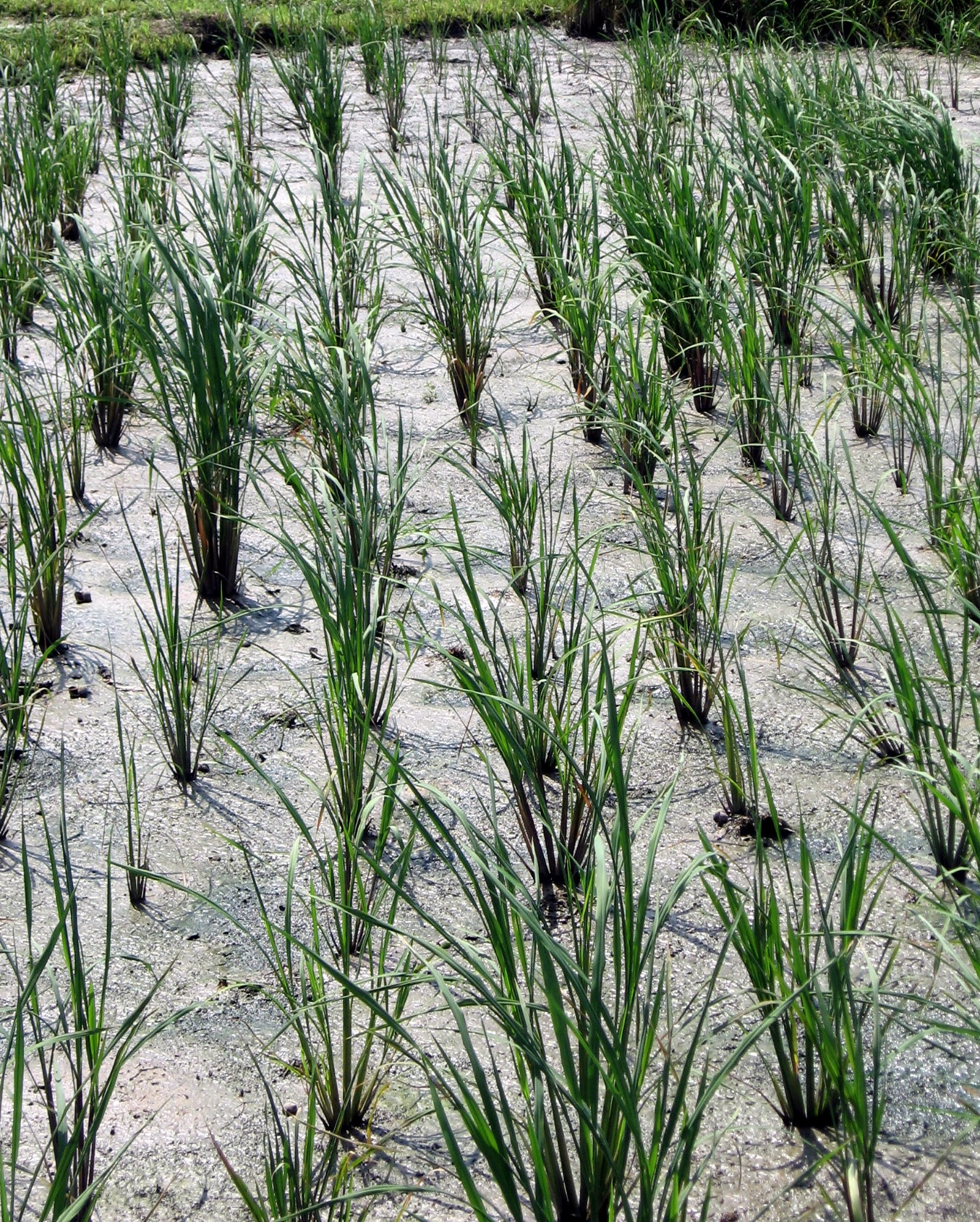
پروژه پژوهشی برنج چندساله در یک ایستگاه تحقیقاتی YAAS در جزایر هاینان

برنج چندساله (به انگلیسی: Perennial rice) انواعی از برنج با عمر طولانی است که توانایی رشد دوباره فصل به فصل بدون بذرکاری دوباره هستند. آنها توسط متخصصان ژنتیک گیاهی در چندین مؤسسه توسعه می‌یابند. اگرچه این گونه‌ها از نظر ژنتیکی متمایز هستند و برای اقلیم‌ها و سیستم‌های کشت مختلف سازگار خواهند بود، اما طول عمر آنها به اندازه‌ای با دیگر انواع برنج متفاوت است که در مجموع به آنها برنج چندساله می‌گویند. برنج چندساله - مانند بسیاری از گیاهان چندساله دیگر — می‌تواند توسط ساقه‌های افقی در زیر یا درست بالای سطح خاک پخش شود، اما از طریق تولید گل، گرده و دانه نیز تولیدمثل می‌کنند. مانند هر محصول دانه‌ای دیگر، این دانه‌ها هستند که توسط انسان برداشت و خورده می‌شوند.
برنج چندساله یکی از چندین غلات چندساله است که پیشنهاد، پژوهش یا در حال توسعه است، از جمله گندم چندساله، آفتابگردان و سورگوم. متخصصان کشاورزان استدلال کرده‌اند که افزایش مقدار چشم‌انداز کشاورزی زیر پوشش در هر زمان با محصولات چندساله یک راه عالی برای تثبیت و بهبود خاک و ایجاد زیستگاه حیات وحش است.
پرورش برنج چندساله در مؤسسه تحقیقات بین‌المللی برنج، فیلیپین آغاز شد و در حال حاضر در آکادمی علوم کشاورزی یون‌نان، جمهوری خلق چین و دیگر مؤسسه‌ها در حال گسترش است، اما هنوز برای پخش و توزیع در دسترس نیست.

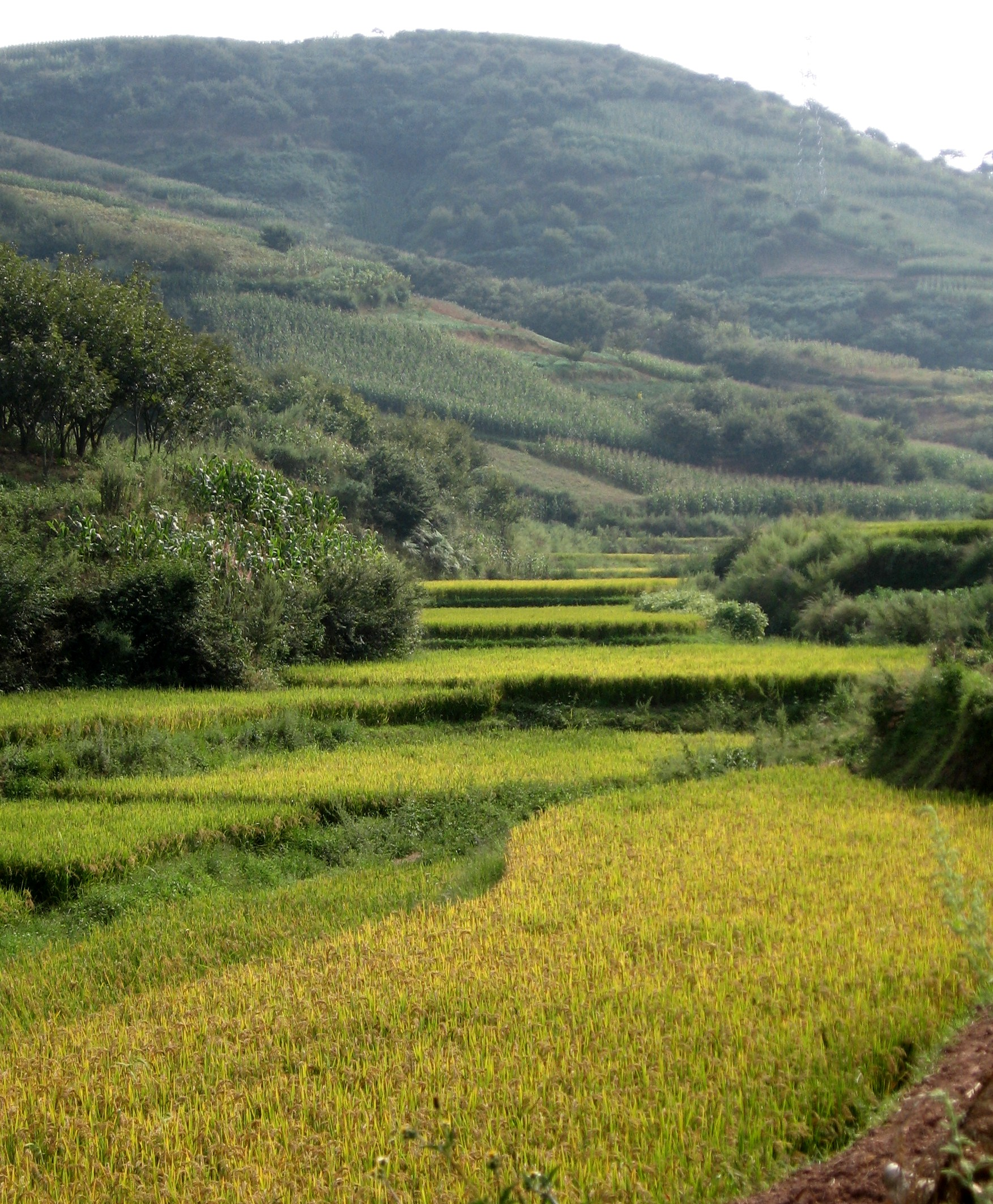
شالیزارهای برنج همسطح در دره‌ای در استان یون‌نان.